# 愛情玩咖
〈愛情玩咖〉（英語："Womanizer"）是美国歌手布蘭妮·斯皮爾斯的一首歌曲，收錄於其第6張錄音室專輯《妮裳馬戲團》。歌曲於2008年10月3日作為專輯的首波主打單曲發行。歌曲由局外人創作與製作，在遭到網路洩露片段後重新進行了錄製。〈愛情玩咖〉是一首快節奏的电音流行和流行舞曲歌曲。斯皮爾斯表示這是一首女性赞歌，歌詞描述了一个花花公子，而歌曲的主角知道這個男人的真面目。樂評稱讚了歌曲的副歌、旋律和鼓舞人心的歌詞，並認為這是專輯中的突出曲目；这首歌也被许多人认为是斯皮爾斯的復出歌曲。
〈愛情玩咖〉獲得了全球性的商業成功，在比利时、加拿大、丹麦、芬兰、法国、挪威、瑞典和美国均取得了冠軍，並在主要國家都進入了前10名。在美國，歌曲成為斯皮爾斯自《爱的初告白》以來的第一張冠軍單曲。歌曲亦打破了上榜后最远距离上升歌曲的记录（後被凱莉·克萊森的《失去你 狠瞎》超越）。歌曲在美國銷量達350萬，是斯皮爾斯在該國最暢銷的數位歌曲。
歌曲的音樂錄影帶由約瑟夫·卡安執導，是斯皮爾斯先前的歌曲《中你的毒》音樂錄影帶續集。影片講述了斯皮爾斯裝扮成不同的女生，追蹤其男友日常生活，並將其愛情玩咖的本質曝光的故事。影片中斯皮爾斯在桑拿房全裸的鏡頭則是為了打破媒體關於其身材走樣的傳聞。影片在2009年MTV音乐录影带大奖獲得了2項提名，并最終贏得了“最佳流行音樂錄影帶”。
歌曲曾被莉莉·艾倫、法蘭茲·費迪南和嗆女生合唱團等藝人及團體翻唱。斯皮爾斯在《英國版X音素》、《早安美國》和《2008年斑比奖》現場表演了這首歌曲。此外，〈愛情玩咖〉是妮裳馬戲團巡迴演唱會、蛇蠍美人巡迴演唱會和布兰妮：破碎的我的演出曲目之一。〈愛情玩咖〉獲得了第52屆葛萊美獎“最佳舞曲錄製”提名。

## 背景

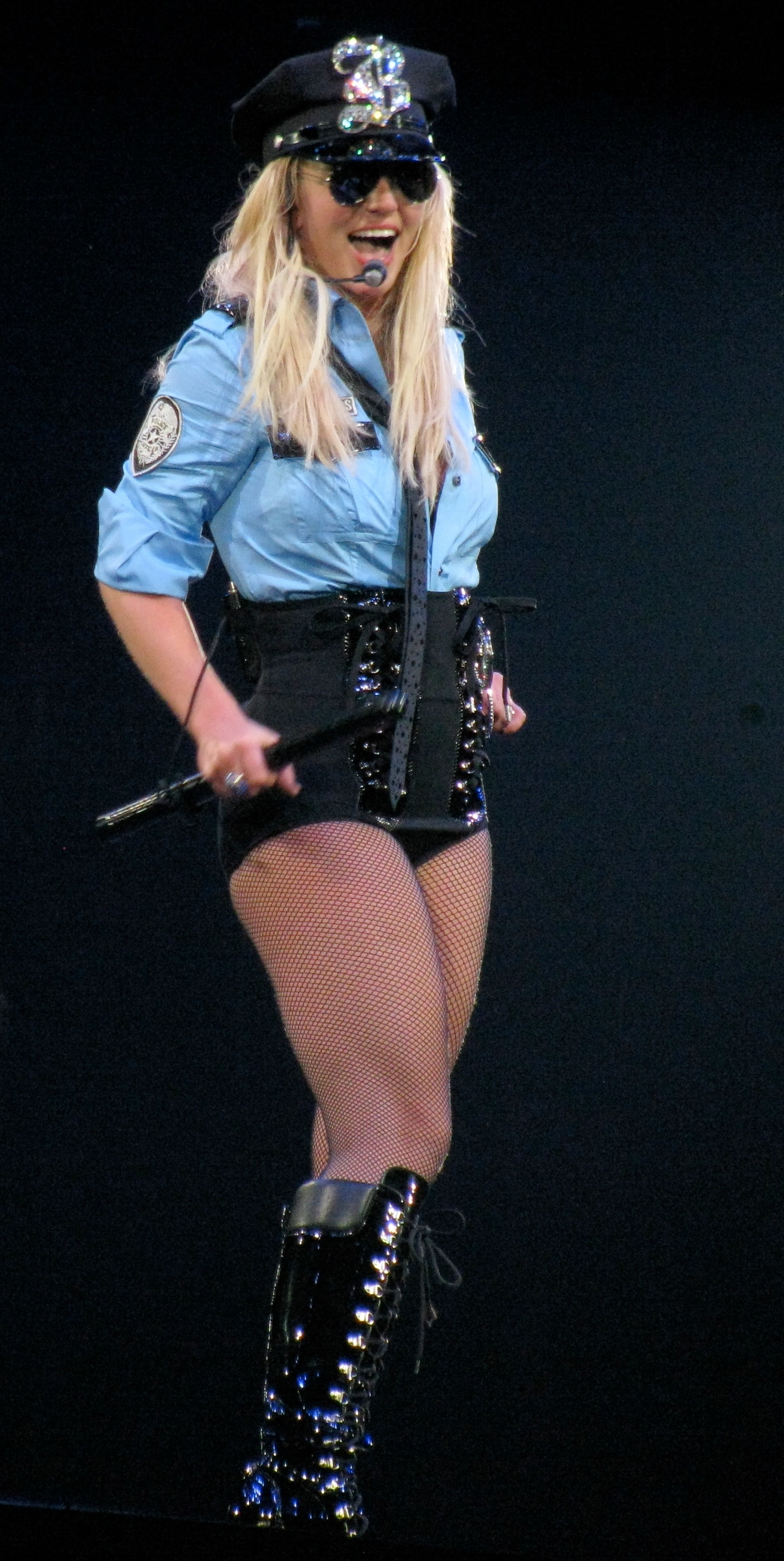
斯皮爾斯在妮裳馬戲團巡迴演唱會表演〈愛情玩咖〉

〈愛情玩咖〉由製作團隊局外人的尼科莎·布里斯科和拉斐爾·阿金耶米創作與製作。斯皮爾斯在加利福尼亞州伯班克的格倫伍德勝地錄音室（Glenwood Place Studios）和紐約市的遺產錄音室（Legacy Studios）錄製了這首歌曲。歌曲的Pro Tools工程則由約翰·漢內斯完成，提姆·羅伯特斯進行協作。2008年9月19日，歌曲一份低音質的37秒片段在電台107.5 The River的官方網站流出。根據Jive唱片公司的說法，這是公司的一名代表在為電台的人表演歌曲的粗略混錄時，電台的人偷錄了這一片段並將其放上網路的緣故。隨後，該片段已從電台的官網移除。歌曲計畫於2008年9月23日首播，但由於斯皮爾斯希望再次回到錄音室重新錄製一些人聲部分，因此首播計畫推遲。新的錄音與吉姆·比茨和马希拉·阿拉比卡合作完成，其混錄則由塞爾班·蓋納在弗吉尼亚州混星錄音室（MixStar Studios）進行。

## 商業成績

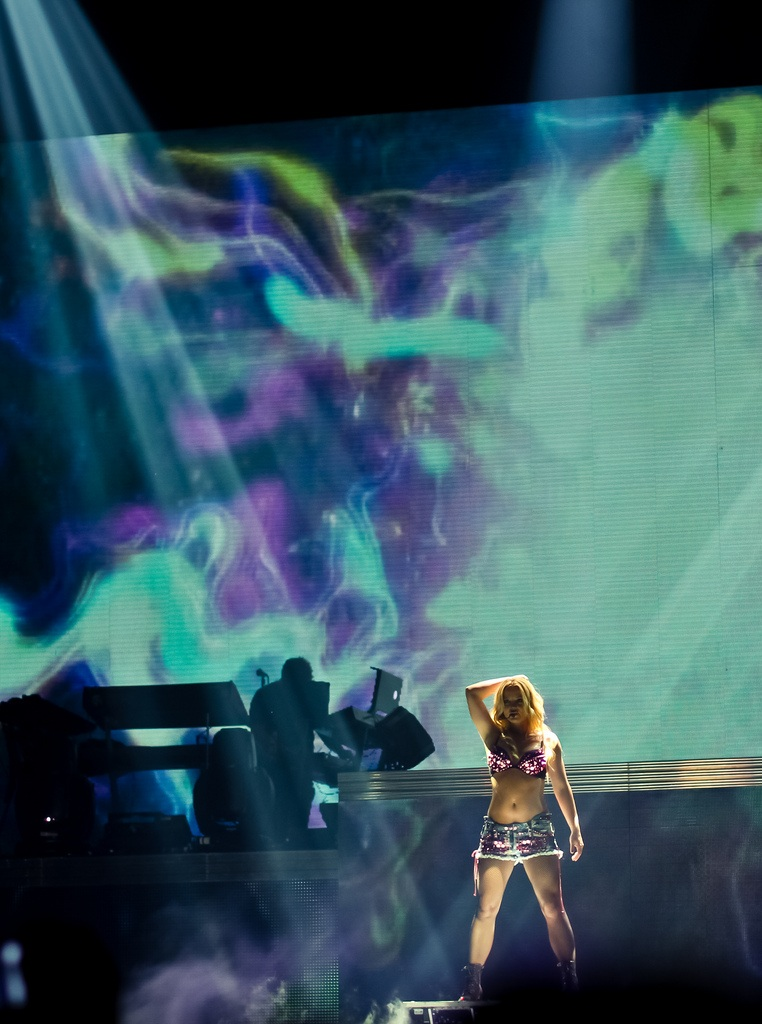
斯皮爾斯在蛇蠍美人巡迴演唱會表演〈愛情玩咖〉

在美國，〈愛情玩咖〉在2008年10月8日以第96位進入《告示牌》百强单曲榜。次週，歌曲奪得冠軍，成為斯皮爾斯自《爱的初告白》以來的第一張冠軍單曲。此外，歌曲打破了由T.I.的《Live Your Life》（蕾哈娜客串）和碧昂絲與夏奇拉合作歌曲《愛情騙子》創下的上榜后最远距离上升歌曲之記錄。該記錄後被凱莉·克萊森的《失去你 狠瞎》打破。歌曲首週以286,000份數位下載量打破了2003年尼爾森音樂統計追蹤數位銷量以來瑪麗亞·凱莉的《零距离接触》創下的女藝人首週下載量最高單曲的記錄。而該記錄於2010年1月27日被泰勒·斯威夫特的《宛若童話》打破。分榜單方面，歌曲於2009年1月3日在《告示牌》流行歌曲榜取得了冠軍，在电台歌曲榜則取得了第6位。截至2009年7月，〈愛情玩咖〉以2,777,600下載量成為有史以來第39暢銷的數位單曲。截至2015年3月，根據尼爾森音樂統計，歌曲在美國銷量達到350萬，是斯皮爾斯在該國最暢銷的數位單曲。
在加拿大，歌曲於2008年10月18日登上加拿大百强单曲榜冠軍之位，並連續奪冠5週。在澳大利亞，歌曲則於2008年10月13日空降單曲榜第16名。3週後，歌曲取得了其最高排位第5名。歌曲以超過70,000份銷量被澳大利亚唱片业协会認證為白金唱片。在紐西蘭，歌曲於2008年10月27日取得了其最高排位第9名。隨後，歌曲以超過7,500份下載被新西兰唱片音乐协会認證為金唱片。在英國，歌曲於2008年11月9日空降榜單第4位，並於4週後取得了其最高排位第3位。2009年1月16日，歌曲以超過200,000份銷量被英国唱片业协会認證為銀唱片。而根據官方榜单公司的數據，〈愛情玩咖〉在當地已取得了超過447,000份銷量。歌曲在包括奧地利、比利時（瓦隆尼亞地區）、捷克共和國、意大利、西班牙和荷蘭在內的歐洲數國取得了冠軍。此外，亦成為了斯皮爾斯第6首歐洲冠軍單曲。

## 音樂錄影帶

### 背景與發行
歌曲的音樂錄影帶於2008年9月24日和25日在洛杉磯拍攝，由約瑟夫·卡安執導。
根據卡安的說法，斯皮爾斯定下了這部影片的原始概念，這些概念最後成為了影片最終版本的主要元素。在《布兰妮：星踪可考》中，斯皮爾斯表示，希望這部影片成為《中你的毒》的續集，而卡安認為：“《中你的毒》是她當時職業生涯的結晶之作（......）我覺得那部影片的一些元素和片段可以提升一些。（〈愛情玩咖〉）會更時髦前衛一點。”而對於這部影片怎麼與前作相聯繫的問題，卡安回答道：“這都是這個超棒的女生的想法。她有許多擅長的東西，例如她真的天生就熟悉女生想要些什麼（……）歌曲無論從詞還是曲方面都更加成熟，她總是有最棒的想法。她對流行文化有著超強的感知力。”
不同角色的演出服由斯皮爾斯和卡安兩人挑選。在桑拿房的鏡頭則是卡安建議的，他希望斯皮爾斯藉此打破媒體對她身材走樣的傳聞。卡安表示：“我知道這部影片將會萬眾矚目，所以我希望能有一些表示『這是布蘭妮，看，這就是為什麼你要尊敬她』的東西在裡面。”卡安亦決定在影片結尾加上斯皮爾斯微笑的鏡頭，他希望“告訴大家，她一切安好”。
影片的刪減版於2008年10月10日在美国广播公司的《20/20》節目結尾播出。而未刪減版則在當晚的MTV首播。

### 劇情概要

影片中斯皮爾斯在桑拿房的鏡頭

錄影帶以“Womanizer”字幕開場。斯皮爾斯以全裸造型加微笑躺在桑拿房中，用手遮蓋著自己的身體。影片的第一段，斯皮爾斯身穿襯裙睡衣，為男友（布兰登·斯托顿飾）準備早餐，而男友則準備去工作。在工作時，男友看見了一個新來的秘書（實際是穿著鉛筆裙，戴著角质架眼镜的斯皮爾斯），她在男友面前跳舞，並演唱著歌曲的副歌。接著，她將男友引去影印機的位置，列印了自己的臀部。在影印機的後方則出現了一臉尷尬的和《中你的毒》飛機上相同的那個男子。第二段中，斯皮爾斯頭戴紅髮，身上多處紋身，扮演餐廳中的侍應。她在男友旁與舞者共舞，並在廚房的操作枱挑逗著男友。這一場景之後，男友被扮演司機的斯皮爾斯載回家。她開始親吻著男友，用高跟鞋將車開回家中。兩人進入臥室之後，影片中出現了三個不同的斯皮爾斯，暗示斯皮爾斯揭開了三人的真實身份，並揭穿了男友“愛情玩咖”的本質。最後，斯皮爾斯變回最初的自己，將毯子仍在男友身上開始整理床鋪。影片的結尾，斯皮爾斯露出了微笑，開頭的字幕再次出現。

### 反響
《娱乐周刊》的馬爾戈·沃森認為影片“看起來有希望（......）但有點失望的是，舞蹈動作看起來僵硬而簡單，畢竟舞蹈可是她的強項。但不管怎麼樣，這是我們愛的那個美麗、性感的那個小甜甜的回歸啊”。《OK!》評論道：“除了能看見三個不同打扮的性感的布蘭妮之外，這部影片（……）還有一個面帶微笑，一絲不掛扭動她美麗身軀的布蘭妮。”《滾石》則認為，影片是“《中你的毒》和《我們的辦公室》的混合”，“她熱舞著，看起來就像原來的那個布蘭妮”。msnbc.com的寇特妮·赫茲利特認為“即便斯皮爾斯不在蒸汽房一絲不掛地扭動身子，她也會被大家期待這樣做的”。《电视指南》的亞當·布萊恩特寫道：“音樂錄影帶的這雙手放的位置簡直是音樂錄影帶史上最具戰略性的位置了（……）這是這名曾陷入困境的流行巨星一次隆重回歸”。
音樂錄影帶在網路首播之後，在48小時之內吸引了超過700萬觀看人次。目前已獲得YouTube上VEVO過億觀看人次認證。影片被MTV和Fuse TV票選為2008年最佳音樂錄影帶。錄影帶贏得了2009年NRJ音樂獎“年度音樂錄影帶獎”。在2009年MTV音乐录影带大奖中，錄影帶獲得了“最佳流行音樂錄影帶”和“年度音樂錄影帶”提名，並贏得了前者，後者則敗給了碧昂絲的《單身女郎（定情戒）》。

## 榜单
| 榜单（2008年-2009年）                      | 最高 排位 |
| ------------------------------------------ | --------- |
| 澳大利亚（澳大利亚唱片业协会單曲榜）       | 5         |
| 奥地利（Ö3四十强单曲榜）                   | 4         |
| 比利时佛兰德（Ultratop五十强单曲榜）       | 1         |
| 比利时瓦隆（Ultratop五十强单曲榜）         | 2         |
| 保加利亚（保加利亚音乐制作人协会单曲榜）   | 2         |
| 加拿大（Canadian Hot 100）                 | 1         |
| 加拿大（《告示牌》Canada CHR）             | 2         |
| 加拿大（《告示牌》Canada Hot AC）          | 3         |
| 智利（埃菲通讯社单曲榜）                   | 2         |
| 独联体（Tophit独联体电台榜）               | 4         |
| 捷克（電台百強單曲榜）                     | 6         |
| 克罗地亚（克罗地亚广播电视台）             | 1         |
| 哥伦比亚（埃菲通讯社单曲榜）               | 9         |
| 哥斯达黎加（埃菲通讯社单曲榜）             | 2         |
| 丹麥（Hitlisten单曲榜）                    | 1         |
| 萨尔瓦多（埃菲通讯社单曲榜）               | 2         |
| 欧洲（European Hot 100 Singles）           | 1         |
| 欧洲（《告示牌》European Radio Top 50）    | 3         |
| 芬兰（芬蘭官方單曲榜）                     | 1         |
| 法国（法國唱片出版業公會單曲榜）           | 1         |
| 德国（德國官方單曲榜）                     | 4         |
| 全球（《告示牌》Global Dance Tracks）      | 2         |
| 危地马拉（埃菲通讯社单曲榜）               | 7         |
| 匈牙利（四十强电台榜）                     | 2         |
| 愛爾蘭（愛爾蘭唱片音樂協會单曲榜）         | 2         |
| 以色列（媒体森林）                         | 1         |
| 意大利（意大利音乐产业联盟单曲榜）         | 7         |
| 日本（Japan Hot 100）                      | 7         |
| 荷兰（荷蘭四十強單曲榜）                   | 21        |
| 荷兰（百强单曲榜）                         | 8         |
| 新西兰（新西兰唱片音乐协会单曲榜）         | 9         |
| 挪威（世道單曲榜）                         | 1         |
| 墨西哥（拉美監控）                         | 3         |
| 葡萄牙（《告示牌》Portugal Digital Songs） | 3         |
| 俄罗斯（TopHit俄罗斯电台榜）               | 9         |
| 蘇格蘭（官方榜单公司單曲榜）               | 5         |
| 西班牙（西班牙音樂製作協會）               | 8         |
| 瑞典（瑞典最熱榜）                         | 1         |
| 瑞士（瑞士热门音乐榜）                     | 2         |
| 土耳其（土耳其二十强单曲榜）               | 1         |
| 乌克兰（TopHit乌克兰电台榜）               | 9         |
| 英國（官方榜单公司單曲榜）                 | 3         |
| 美国（《告示牌》百大單曲榜）               | 1         |
| 美國（《告示牌》Adult Pop Airplay）        | 32        |
| 美國（《告示牌》Dance Club Songs）         | 9         |
| 美國（《告示牌》Pop Airplay）              | 1         |
| 美國（《告示牌》Rhythmic Songs）           | 21        |

| 榜单（2008年）   | 最高 排位 |
| ---------------- | --------- |
| 独联体（TopHit） | 7         |

| 榜单（2008年）                           | 排位 |
| ---------------------------------------- | ---- |
| 澳大利亚（澳大利亚唱片业协会单曲榜）     | 40   |
| 比利时（Ultratop佛兰德五十强单曲榜）     | 44   |
| 比利时（Ultratop瓦隆五十强单曲榜）       | 63   |
| 加拿大（Canadian Hot 100）               | 65   |
| 独联体（TopHit）                         | 117  |
| 法国（法国唱片出版业公会单曲榜）         | 28   |
| 法国（法国唱片出版业公会下载榜）         | 11   |
| 匈牙利（匈牙利录音制品制作者协会单曲榜） | 66   |
| 意大利（意大利音乐产业联盟单曲榜）       | 42   |
| 黎巴嫩（黎巴嫩官方二十强单曲榜）         | 22   |
| 荷兰（荷兰百强下载榜）                   | 99   |
| 挪威（VG-lista）                         | 21   |
| 俄罗斯（Tophit俄罗斯电台榜）             | 151  |
| 瑞典（瑞典最热榜）                       | 35   |
| 瑞士（瑞士热门音乐榜）                   | 56   |
| 英国（官方榜单公司单曲榜）               | 33   |
| 美国（Billboard Hot 100）                | 80   |

| 榜单（2009年）                             | 排位 |
| ------------------------------------------ | ---- |
| 奥地利（Ö3四十強音樂榜）                   | 45   |
| 比利时（Ultratop佛兰德五十强单曲榜）       | 33   |
| 比利时（Ultratop瓦隆五十强单曲榜）         | 21   |
| 巴西（克勞利廣播分析）                     | 43   |
| 加拿大（Canadian Hot 100）                 | 36   |
| 欧洲（《公告牌》European Hot 100 Singles） | 7    |
| 法国（法国唱片出版业公会单曲榜）           | 22   |
| 法国（法国唱片出版业公会下载榜）           | 41   |
| 德国（德国官方榜单）                       | 100  |
| 匈牙利（四十强电台榜）                     | 14   |
| 波兰（波蘭音像製造商協會单曲榜）           | 1    |
| 瑞典（瑞典最热榜）                         | 93   |
| 瑞士（瑞士热门音乐榜）                     | 57   |
| 英国（官方榜单公司单曲榜）                 | 118  |
| 美国（Billboard Hot 100）                  | 39   |
| 美国（《公告牌》Mainstream Top 40）        | 26   |

## 銷售認證
| 地區                                                       | 认证    | 认证单位/销量 |
| ---------------------------------------------------------- | ------- | ------------- |
| 澳大利亚（澳大利亚唱片业协会）                             | 白金    | 70,000^       |
| 比利时（比利時唱片音樂協會）                               | 金      |               |
| 丹麦（國際唱片業協會丹麥分會）                             | 白金    | 15,000^       |
| 芬兰（國際唱片業協會芬蘭分會）                             | 金      | 5,813         |
| 德国（聯邦音樂產業協會）                                   | 金      | 150,000‡      |
| 意大利                                                     | —       | 14,875        |
| 意大利（意大利音乐产业联盟） （自2009年）                  | 金      | 35,000‡       |
| 新西兰（新西兰唱片音乐协会）                               | 金      | 7,500*        |
| 西班牙（西班牙音樂製作協會）                               | 金      | 10,000*       |
| 西班牙（西班牙音樂製作協會） （自2015年）                  | 金      | 30,000‡       |
| 瑞典（瑞典唱片業協會）                                     | 金      | 10,000^       |
| 英国（英国唱片业协会）                                     | 白金    | 835,000       |
| 美国（美國唱片業協會）                                     | 6× 白金 | 6,000,000‡    |
| *僅含認證的實際銷量 ^僅含認證的出貨量 ‡僅含認證的+實際銷量 |         |               |

## 發行歷史
| 國家   | 日期           | 形式                     | 廠牌 | 來源    |
| ------ | -------------- | ------------------------ | ---- | ------- |
| 比利時 | 2008年10月3日  | 數位下載                 | 索尼 | [ 130 ] |
| 意大利 | 2008年10月3日  | 數位下載                 | 索尼 | [ 131 ] |
| 挪威   | 2008年10月6日  | 數位下載                 | 索尼 | [ 132 ] |
| 加拿大 | 2008年10月7日  | 數位下載                 | 索尼 | [ 133 ] |
| 紐西蘭 | 2008年10月7日  | 數位下載                 | 索尼 | [ 134 ] |
| 西班牙 | 2008年10月7日  | 數位下載                 | 索尼 | [ 135 ] |
| 美國   | 2008年10月7日  | 當代流行電台             | Jive | [ 136 ] |
| 美國   | 2008年10月7日  | 節奏電台                 | Jive | [ 137 ] |
| 奧地利 | 2008年11月14日 | CD單曲                   | 索尼 | [ 138 ] |
| 德國   | 2008年11月14日 | CD單曲                   | 索尼 | [ 138 ] |
| 瑞士   | 2008年11月14日 | CD單曲                   | 索尼 | [ 138 ] |
| 英國   | 2008年11月24日 | CD單曲                   | RCA  | [ 139 ] |
| 奧地利 | 2008年12月19日 | 數位下載（混音迷你唱片） | 索尼 | [ 140 ] |
| 德國   | 2008年12月19日 | 數位下載（混音迷你唱片） | 索尼 | [ 140 ] |
| 瑞士   | 2008年12月19日 | 數位下載（混音迷你唱片） | 索尼 | [ 140 ] |
| 美國   | 2008年12月23日 | 數位下載（混音迷你唱片） | Jive | [ 141 ] |

## 外部連結
- YouTube上的歌曲的官方音樂錄影帶